# Georges Guynemer
Georges Marie Ludovic Jules Guynemer (Parigi, 24 dicembre 1894 – Poelkapelle, 11 settembre 1917) è stato un aviatore francese.
Fu un asso dell'aviazione francese della prima guerra mondiale.
Capitano d'aviazione, ha riportato cinquantatré vittorie omologate e almeno trenta non ufficiali. Ha pilotato vari tipi di Morane-Saulnier e soprattutto lo SPAD VII, ha conosciuto successi e sconfitte (fu abbattuto sette volte), si legò fino alla fine alla Escadrille 3, ribattezzata Le cicogne per l'immagine di tale uccello dipinta sulle fiancate degli aerei. Fra il 1914 e il 1918, le cicogne furono l'unità che riportò il maggior numero di successi per l'aviazione francese.

## Primi anni
Georges Marie Ludovic Jules Guynemer nacque in una famiglia di Compiègne. Fu inizialmente rifiutato al servizio militare, ma fu accettato per l'addestramento come meccanico alla fine del 1914.  Con determinazione ottenne in seguito di essere accettato alla scuola per piloti e fu poi assegnato alla Squadriglia MS.3 l'8 giugno 1915.  Rimase nella stessa unità per tutta la durata del servizio.[1] Ebbe esperienza sia di vittorie, sia di sconfitte sul primo aereo da lui pilotato, un monoplano Morane Saulnier Tipo L precedentemente guidato da Charles Bonnard, battezzato Vieux Charles (Vecchio Charles). Guynemer mantenne il nome e continuò ad usarlo anche su altri aerei.

## "La più brillante cicogna"
Il 5 dicembre 1915 la Squadriglia MS.3 fu rinominata Squadriglia N.3, dopo essere stata riequipaggiata con i nuovi biplani Nieuport 10. Volando con più aerei, Guynemer rapidamente fu considerato il più bravo pilota da caccia francese. Divenne ufficialmente un asso dopo la sua quinta vittoria nel febbraio 1916 e fu promosso tenente nel marzo dello stesso anno. 
Il 28 luglio 1916 Guynemer su Nieuport 17 abbatte un LVG C su Gandau ottenendo la sua undicesima vittoria.
Alla fine dell'anno il suo numero di vittorie era pari a 25. Il capitano Brocard, comandante della Squadriglia N.3 (ribattezzata "Le cicogne"), descrive Guynemer come "... la più brillante Cicogna."[1]  Meno di un anno dopo, Guynemer fu promosso capitano e comandante dello Squadrone Cicogne.

## Più di 50 vittorie
L'8 febbraio 1917, pilotando uno SPAD S.VII, Guynemer divenne il primo pilota alleato ad aver abbattuto un bombardiere pesante Gotha G.III ottenendo la sua trentunesima vittoria.[2] Il suo grande momento fu nel Maggio 1917, quando abbatté sette aerei avversari. Alla fine di Luglio divenne il primo asso dell'aviazione francese ad ottenere 50 vittorie. Guynemer fu prescelto dalla stampa francese e divenne un eroe nazionale. D'altronde il governo francese ne incoraggiò la pubblicità per alzare il morale e stornare l'attenzione dalle terribili perdite nelle trincee. Guynemer fu imbarazzato da tanta attenzione, ma il suo essere schivo aumentò la curiosità su di lui. Questa rimase ancora anni dopo quando nel 1918 l'asso francese René Fonck, raggiunse le 75 vittorie confermate, ma la sua arroganza gli fece cattiva pubblicità.

## Caduto in azione
Guynemer cadde nel ritorno da una missione di combattimento l'11 settembre 1917. Alle ore 8:30, con il giovane Bozon-Verduraz, Guynemer era uscito con il suo Spad XIII. La sua missione era il bombardamento dell'area di Langemark. Alle 09:25, vicino a Poelkapelle, Guynemer avvistò un Rumpler, un aereo da osservazione tedesco e così si diresse contro di esso. Bozon-Verduraz si accorse di alcuni Fokker che si stavano avvicinando e che il pilota non aveva visto, ma non fece in tempo ad avvertirlo. Così egli rientrò da solo mentre Guynemer fu abbattuto dal capitano Kurt Wissemann, schiantandosi sulla terra di nessuno. Lo stesso Wissemann, a sua volta, fu ucciso in azione 17 giorni dopo.
La morte del capitano Guynemer, forse volutamente, è avvolta nel mistero. Alcuni testimoni oculari sostennero che il corpo del capitano fu sepolto vicino al luogo ove era caduto, ma la versione ufficiale annunciò che non fu possibile ritrovare né il corpo né l'aereo, in quanto accidentalmente disintegrati da un colpo di sbarramento dell'artiglieria inglese. Furono svolte tutte le ricerche: non si trovò traccia dello SPAD. Collaborarono anche i tedeschi incuriositi dalla misteriosa scomparsa dell'asso rivale.
Al momento della sua morte aveva ottenuto 53 vittorie omologate, oltre a una trentina di probabili, ed era sopravvissuto a sette abbattimenti, nonostante l'assenza di paracadute.
Il 19 ottobre 1917, per volere del parlamento francese, venne decretata la collocazione di Guynemer nel mausoleo del Pantheon, con la motivazione che «solo quella cupola era abbastanza grande per ospitare le sue ali.»
La morte di Guynemer fu un profondo shock per la Francia; ciononostante, egli rimase un'icona per tutta la durata della guerra. Continuò a ispirare la nazione con il motto: «Fino a quando non si è dato tutto, ciò che si è dato è nulla».
Sulle imprese di Guynemer la scrittrice statunitense Marion Polk Angellotti ha scritto un romanzo, The Firefly of France.